# Song Ruoxin
Song Ruoshen (kinesiska: 宋若莘), Song Ruoxin, död 820, var en kinesisk poet. Hon var den äldsta av fem systrar som alla blev hovpoeter: Song Ruozhao (宋若昭, 770-825), Song Ruoxian (宋若憲, 1772-835), Song Ruolun (宋若倫) och Song Ruoxun (宋若荀).
Hon var dotter till Song Tingfen i Hebei och tillhörde en familj som hade varit konfucianska akademiker i generationer. De fem döttrarna tränades alla i konfuciansk och klassisk lärdom sedan tidig ålder och deras föräldrar gick med på att de skulle slippa bli bortgifta och i stället personligen hedra familjenamnet; som den äldsta agerade Song Ruoxin även som sina systrars lärare. År 788 gjorde de alla fem framgångsrikt ett prov i kunskap om klassiker, historia och konfucianism och anställdes sedan som hovpoeter vid kejsarhovet. De författade dikter som lästes upp vid högtidliga tillfällen vid hovet. Kejsaren ska ha visat dem stor respekt, kallat dem lärare och aldrig behandlat dem som konkubiner. 
Song Ruoxin personligen utnämndes också år 791 till en post som ansvarig för hovets räkenskaper, krönikor och böcker, en post hon behöll till sin död, då hon ersattes av sin äldsta syster, som dittills hade varit kejsarbarnens lärare. Hon skrev också en bok om kvinnlig moral.